# جيمس كوتر
جيمس كوتر هو سياسي نيوزيلندي، ولد في 1869 في Hinuera ‏ في نيوزيلندا، وتوفي في 1948 في نيوزيلندا. نشط حزبياً في حزب العمال النيوزيلندي.